# Ciriego
Ciriego es una zona del municipio de Santander (Cantabria, España), concretamente situada en la localidad de San Román de la Llanilla. En este lugar se encontró un importante yacimiento de estaciones arqueológicas de superficie. Actualmente es conocido también por localizarse en él el cementerio de Ciriego, principal necrópolis de la ciudad de Santander.

## Yacimiento arqueológico
El hallazgo, por parte de Jesús Carballo García, se remonta a principios del siglo XX, ha sido estudiado más tarde en la década de los 70. Los materiales más antiguos son útiles líticos de tipos correspondientes al Paleolítico Inferior y Medio. La mayoría, sin embargo, pueden datar del Epipaleolítico o de momentos inmediatamente posteriores.
Destacan de modo especial los hallazgos de picos asturienses, por lo que se refiere al material trabajado en cuarcita; pero el sílex es, sin duda, la materia prima más común, a partir de la cual se han realizado numerosos útiles, entre los que destacan microlitos de dorso rebajado y dos puntas de flecha tardías para parte de estos conjuntos de materiales, tal vez en los albores de la metalurgia.
El conjunto de Ciriego, desde un punto de vista fundacional, corresponde a los talleres de sílex, lugares donde se trabajaba intensamente en materia prima que en la zona aflora en abundancia, dejando el testimonio arqueológico de grandes cantidades de restos de talla y algunos útiles elaborados.